# Honorowi Obywatele Gminy Sulechów
Honorowi Obywatele Gminy Sulechów – lista osób, którym Rada Miejska w Sulechowie przyznała honorowe obywatelstwo gminy Sulechów. Wyróżnienie to zostało ustanowione przez władze miasta w kwietniu 2001 roku. Honorowe obywatelstwo przyznaje się za wyjątkowe zasługi na rzecz gminy we wszelkich możliwych dziedzinach. Jedynym organem mającym możliwość przyznawania honorowego obywatelstwa gminy Sulechów jest Rada Miejska w Sulechowie. W sumie tytułem tym zostało wyróżnionych 13 osób.

## Historia

### Przed 2001 rokiem
Władze miejskie w Sulechowie kilkakrotnie odznaczały osoby zasłużone dla Sulechowa. Po raz pierwszy uczyniły to 13 lutego 1960 roku, w 15-lecie powrotu miasta do Polski. Wówczas honorowe dyplomy otrzymało 59 osób. Po raz drugi osoby zasłużone dla miasta uhonorowano w 1985 roku, gdy z inicjatywy Patriotycznego Ruchu Odrodzenia Narodowego 29 osobom, które dla dobra miasta przepracowały minimum 25 lat, nadano tytuły Sulechowian 40-lecia Polskiej Rzeczypospolitej Ludowej. Po raz trzeci osoby zasłużone dla miasta i gminy wyróżniono 1 czerwca 1995 roku, w 50-lecie ustanowienia w Sulechowie polskiej administracji cywilnej. Okolicznościowe plakietki przyznano wówczas 15 sulechowianom, którzy przyczynili się do tworzenia podstaw życia w mieście w ciągu pierwszych pięciu lat po zakończeniu II wojny światowej. Ponadto w latach 1995–1997 pamiątkowymi plakietkami nagradzano mieszkańców, którzy szczególnie przyczynili się w rozwoju miasta po 1950 roku. W sumie w ten sposób wyróżniono 36 osób, z czego 24 w roku 1995, 9 rok później i 3 w 1997 roku.

### Od 2001 roku

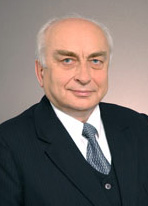
Marian Miłek został uhonorowany tytułem Honorowego Obywatela Gminy Sulechów uchwałą nr XXXVII/345/2002 Rady Miejskiej w Sulechowie z dnia 12 września 2002 roku

3 kwietnia 2001 roku Rada Miejska w Sulechowie przyjęła uchwałę, w myśl której ustanowiono honorowe wyróżnienie o nazwie „Honorowe Obywatelstwo Gminy Sulechów”. Po raz pierwszy godność tę nadano podczas XXXVII zwyczajnej sesji Rady Miejskiej w Sulechowie (kadencja 2002–2006) w dniu 12 września 2002 roku. Wyróżniono wówczas 6 osób – 4 Polaków: Stanisława Butlaka, Bernarda Grupę, Mariana Miłka i Ksawerego Pierożka, oraz 2 obcokrajowców: Niemkę Ruth Schulz oraz Holenderkę Angelinę Slepikas. Był to jednocześnie jedyny przypadek w historii, gdy jednego dnia wyróżniono więcej niż 2 osoby. W ciągu kadencji trwającej od 2002 do 2006 roku uhonorowano jeszcze 3 osoby – w grudniu 2003 roku Anglika Bobba Cobba, a w styczniu 2005 roku Damiana Przybylskiego oraz Leona Okowińskiego. W kolejnej kadencji (lata 2006–2010) Rada Miejska przyznała tytuł Honorowego Obywatela Gminy Sulechów dwóm osobom – w czerwcu 2007 roku Olgierdowi Banasiowi i w październiku 2010 roku Franciszkowi Uścińskiemu. W kadencji rozpoczętej od roku 2010 wyróżniono w ten sposób dwie osoby – Ignacego Odważnego i Sławomira Owczarka. W sumie tytuł Honorowego Obywatela Gminy Sulechów przyznano 13 osobom, w tym 3 obcokrajowcom.

## Zasady

### Kandydatury

#### Sposób zgłoszenia
Zgodnie z regulaminem nadawania honorowego obywatelstwa gminy Sulechów, aby zgłosić kandydaturę do takiego odznaczenia, należy uzyskać akceptację mieszkańców gminy wyrażoną w postaci minimum 50 podpisów popierających zgłoszenie. Ponadto kandydat do takiej godności musi wyrazić pisemną zgodę na jej przyznanie, a zgłoszenie musi zawierać uzasadnienie w postaci opisu zasług danej osoby dla miasta i gminy.

#### Rozpatrywanie wniosków
Po skompletowaniu kandydatury należy ją zgłosić do przewodniczącego Rady Miejskiej w Sulechowie, który otrzymane dokumenty przekazuje do Komisji Zdrowia, Oświaty i Kultury. Po zapoznaniu się z wnioskiem komisja przedstawia swoją opinię przewodniczącemu Rady Miejskiej, a ten, celem podjęcia uchwały w sprawie nadania godności, na najbliższej sesji przedstawia radnym opinię komisji i wniosek o nadanie honorowego obywatelstwa gminy Sulechów danemu kandydatowi. W wypadku przyjęcia wniosku Rada Miejska każdorazowo wydaje uchwałę o przyznaniu godności.

### Przywileje
Osobie, której przyznano honorowe obywatelstwo gminy Sulechów, przewodniczący Rady Miejskiej wręcza osobiście podpisany „Dyplom Honorowego Obywatela Gminy Sulechów” oraz okolicznościową plakietkę potwierdzającą nadanie godności. Ponadto osoba wyróżniona w ten sposób jest każdorazowo osobiście zapraszana na ważniejsze uroczystości w gminie.

## Honorowi Obywatele Gminy Sulechów
Poniższa tabela prezentuje chronologiczne zestawienie osób wyróżnionych tytułem Honorowego Obywatela Gminy Sulechów.
| Lp. | Imię i nazwisko     | Data nadania godności | Krótki biogram (działalność będąca powodem otrzymania godności) |
| --- | ------------------- | --------------------- | --- |
| 1.  | Ruth Schulz         | 12 września 2002      | Mieszkanka Sulechowa przed 1945 rokiem, po wojnie zaangażowała się w pomoc miastu, zwłaszcza dla sulechowskiego szpitala.                                                                           |
| 2.  | Angelina Slepikas   | 12 września 2002      | Założycielka Komitetu Pomocy i Współpracy Diepenveen–Sulechów (obecnie Deventer–Sulechów). |
| 3.  | Marian Miłek        | 12 września 2002      | Inicjator powstania Wyższej Szkoły Zawodowej Administracji Publicznej w Sulechowie, przekształconej później w Państwową Wyższą Szkołę Zawodową w Sulechowie, a także jej rektor w latach 1998–2007. |
| 4.  | Ksawery Pierożek    | 12 września 2002      | W latach 1960–2003 dyrygent miejskiej orkiestry dętej działającej przy Sulechowskim Ośrodku Kultury i Sportu.                                                                                       |
| 5.  | Bernard Grupa       | 12 września 2002      | Założyciel działającego przy Sulechowskim Domu Kultury Chóru Cantabile, który prowadzi od 1982 roku. Wielokrotnie odznaczany państwowymi i lokalnymi wyróżnieniami za działalność kulturalną.       |
| 6.  | Stanisław Butlak    | 12 września 2002      | Dowódca 5 Lubuskiego Pułku Artylerii w latach 1995–2003. |
| 7.  | Bobb Cobb           | 30 grudnia 2003       | Wieloletni organizator pomocy materialnej dla sulechowskiej służby zdrowia, inicjator partnerstwa Sulechowa i Rushmoor.                                                                             |
| 8.  | Leon Okowiński      | 25 stycznia 2005      | Regionalista, autor kilkudziesięciu opracowań na temat Sulechowa i jego okolic. |
| 9.  | Damian Przybylski   | 25 stycznia 2005      | Wieloletni trener zarówno pierwszej drużyny Zawiszy Sulechów, jak i drużyn młodzieżowych, z którymi odnosił sukcesy zarówno na szczeblu regionalnym, jak i ogólnokrajowym.                          |
| 10. | Olgierd Banaś       | 19 czerwca 2007       | Proboszcz parafii pw. św. Stanisława Biskupa w Łęgowie. Inicjator renowacji zabytkowego kościoła pw. Nawiedzenia Najświętszej Marii Panny w Klępsku.                                                |
| 11. | Franciszek Uściński | 19 października 2010  | Organizator życie kulturalnego miasta w latach 50. i 60. XX wieku. Autor hejnału Sulechowa i 2 piosenek o mieście. Artysta kabaretowy.                                                              |
| 12. | Ignacy Odważny      | 19 kwietnia 2011      | Burmistrz Sulechowa przez dwie kadencje (lata 2002–2010). Przyczynił się do odbudowy obiektów publicznych w mieście i rozbudowy infrastruktury na terenie całej gminy.                              |
| 13. | Sławomir Owczarek   | 17 września 2013      | Wieloletni dowódca 5 Lubuskiego Pułku Artylerii (z funkcji tej ustąpił w 2013 roku). |